# Уикем, Коннор
Ко́ннор Нил Ра́льф Уи́кем (англ. Connor Neil Ralph Wickham; 31 марта 1993, Херефорд) — английский футболист, нападающий.

## Карьера
Профессиональную карьеру Коннор начал в футбольном клубе «Ипсвич Таун». В сезоне 2009/10 сыграл за клуб в общей сложности 26 матчей и забил в них 6 мячей. На тот момент ему было всего 16 лет. Следующий сезон у Уикема получился ещё более удачным: он сыграл 41 матч и забил 9 мячей.
29 июня 2011 Уикем перешёл в клуб Премьер-лиги «Сандерленд». Стоимость трансфера составила £8 млн, однако она может вырасти до £12 млн в случае успешного выступления Уикема за «Сандерленд».
3 августа 2015 Уикем перешёл в клуб «Кристал Пэлас» и подписал с клубом пятилетний контракт.